# Народна національна партія
Народна Національна Партія (ННП) - ультраправа політична партія Росії, що існувала у 1994-2009 роках під головуванням Олександра Сухаревського, основним інформаційним рупором була газета "Я-Руський". 19 жовтня 2006 року юридична особа за рішенням суду ліквідована, по 2009 рік діяла без офіційної реєстрації.

## Коротко про «Народну національну партію»
«Народна національна партія» Росії (ННП), заснована 1994 року Олександром Івановим-Сухаревським (режисером за освітою) і Олексієм Широпаєвим, натхненна фашизмом італійського типу, удавала з себе захисницю російського православ'я та козацьких рухів і поширювала ідеологію, яку називала «росіянізм». Ця ідеологія була комбінацією популізму, расового й антисемітського містицизму, національного екологізму, православ'я та ностальгії за царем. Партія налічувала лише кілька тисяч членів, однак історично впливала на позапарламентську сцену в Росії через відомі газети «Я русский», «Наследие предков» та «Эра России». Партія незабаром зазнала проблем із законом за розпалювання міжнаціональної ворожнечі. Газета «Я русский» була зрештою заборонена 1999 року, а Іванов-Сухаревський засуджений до кількох місяців тюремного ув'язнення, однак після звільнення він тривалий час залишався важливою фігурою в колах, близьких до Спілки письменників Росії, і проводив далі свою діяльність.

## Історія
Народна Національна партія (ННП) створена 12 грудня 1994 року та офіційно зареєстрована 24 травня 1995 року. Була утворена на основі Руху народних націоналістів (ДНН), зі злиття двох радикальних націонал-патріотичних груп: Ініціативної групи Православної партії та редакції газети "Ера Росії", що називалася також Національно-соціалістичним рухом (НСД).
15 жовтня 1994 року на Всеросійській конференції Руху народних націоналістів (ДНН) було обрано Центральну Раду ДНН та голову ДНН – Іванов-Сухаревський. У лютому 1995 року рух було реорганізовано в Народну Національну Партію (ННП) до центральної ради якої увійшли лідери Союзу "Християнське Відродження" (СХВ) В'ячеслав Дьомін та Володимир Осипов, головний редактор газети "Ера Росії" Володимир Попов та інші.
У 1995 році ННП на своєму з'їзді в Москві оголосила про збір підписів для участі у виборах до Державної думи, проте виборчком забракував зібрані підписи, відмовивши партії та її кандидатам у реєстрації.
У грудні 1999 року в редакції газети «Завтра» пройшов круглий стіл по об'єднанню лідерів російських національних рухів організованим Олександром Прохановим за участю лідера ННП Олександра Сухаревського, генерала Альберта Макашова, Олександр Стерлігов – РНС, Олександр Корчагін – Російська партія партія, Борис Миронов - Російська Патріотична партія, Ігор Кузнєцов - Союз Російського народу, Олександр Штильмарк - "Чорна Сотня", Дмитро Васильєв - НВФ "Пам'ять", Юрій Макунін - Всеслов'янський Собор, Андрій Гусєв - Великий Російський Земський Собор, Володимир Гусєв - РК, Олександр Севастьянов - "Національна Газета".
Наприкінці 1997 року виходить партійна газета ННП. У 2002 році Міндруку на адресу газети оголосив офіційне попередження за публікацію матеріалів, що розпалюють національний розбрат. З 1995 року друкованим органом ННП була газета «Ера Росії» Володимира Попова та газета «Земщина» В'ячеслава Дьоміна.
У 2002 році Міндруку на адресу партійної газети «Я-Русский» винесло офіційне попередження за публікацію матеріалів, що розпалюють національний розбрат.
4 жовтня 2003 року в штаб-квартирі партії ННП, в якій знаходилася редакція газети «Я-русский», спрацював вибуховий пристрій, люди, які знаходили в приміщенні, були поранені.
У 2006 році юридична особа ННП за рішенням суду була ліквідована але продовжуючи діяти без офіційної реєстрації по 2009 рік.

## Ідеологія
ННП виробила власну політичну доктрину, викладену в брошурі «Основи русизму», — русизм, заснований на чотирьох основних принципах:

Народное Национальное Государство будет построено по принципу Аристократического сословного социализма
"Одна кров - одна держава". Принцип етатизму.
"Віра розділяє - кров об'єднає". Релігійна політика русизму який завжди послідовна. З одного боку, він дистанціюється як від язичництва, так і від християнства, вважаючи, що релігія не повинна розділяти єдності нації. Таким чином, утверджується секуляризм. Проте іслам та юдаїзм як породження расово чужого духу відкидаються.
"Світ єдиний, питання лише в тому яка раса буде їм правити". На відміну від класичного ізоляціоністського націоналізму, доктрина русизму відкидає етноцентризм в ім'я расової консолідації білих народів у рамках «білого інтернаціоналу» з метою побудови «єдиного державного простору Білої Людства». Таким чином, расизм переважає над націоналізмом.

## Відомі члени ННП
- Марцінкевич Максим Сергійович[12]